# Gregory Jein
Gregory „Greg“ Jein (* 31. Oktober 1945 in Los Angeles, Vereinigte Staaten; † 22. Mai 2022) war ein US-amerikanischer Spezialeffekte-Techniker, der sich vor allem einen Namen mit seinen Modellbauten für Science-Fiction-Filme gemacht hat.

## Leben und Wirken
Der Sohn chinesischer Einwanderer war seit jungen Jahren fasziniert von Comics und vom Science-Fiction-Film-Genre. Als Mitte der 1960er Jahre die Serie Raumschiff Enterprise im amerikanischen Fernsehen anlief, betätigte er sich als Fanautor und verfasste einen berühmt gewordenen Artikel im T-Negative-Fan-Magazin, wo er eine Liste von Raumschiffen und Registriernummern für die Star-Trek-Ära erstellte. Die Nummern entnahm er dabei einer Grafik in der Enterprise-Episode Kirk unter Anklage, verknüpfte sie aber mehr oder weniger zufällig mit bekannten und teilweise auch neu erfundenen Raumschiffen.
Jein brachte sich sein Fachwissen selbst bei und stieß zum Star-Trek-Universum, als man ihn Ende 1977 damit beauftragte, die erste Star Trek: Phase II-Variante des D7-Klasse-Studiomodells zu entwerfen, die mit dem Spezialeffektekamerasystem Magicam aufgenommen wurde. Im Jahr darauf holte ihn Douglas Trumbull , an dessen Debütfilm Dark Star – Finsterer Stern Jein bereits als Spezialeffektedesigner teilgenommen hatte, auch in das Team, das die Spezialeffekte und Miniaturbauten für den ersten Star-Trek-Kinofilm Star Trek: Der Film herzustellen hatte. Am 31. Juli 1979 hatte sich Jein in der Spezialeffekte-Branche einen so guten Namen gemacht, dass er den Sprung in die Eigenständigkeit wagte und die Firma Gregory Jein Inc. gründete. Mit ihr belieferte er mehrere Star-Trek-Franchise-Unternehmungen, war aber auch an anderen Filmen beteiligt, etwa bei der Erstellung mehrerer U-Boot-Miniaturen für John McTiernans Jagd auf Roter Oktober.
Bereits Ende der 1970er Jahre war Jein als Mitglied eines umfassenden Spezialeffekteteams zweimal für den Oscar nominiert worden: 1978 für seine Arbeit an Steven Spielbergs Science-Fiction-Klassiker Unheimliche Begegnung der dritten Art und zwei Jahre darauf für die Kriegssatire 1941 – Wo bitte geht’s nach Hollywood desselben Regisseurs. Für seine Arbeiten an den Fernsehserien Star Trek: Deep Space Nine und Engel in Amerika erhielt Jein zwei weitere Nominierungen, diesmal für den Primetime Emmy. In späteren Jahren kreierte Gregory Jein auch Miniaturmodelle für Blockbuster wie James Camerons Avatar – Aufbruch nach Pandora, den Batman-Film The Dark Knight Rises von Christopher Nolan sowie mit Interstellar einen weiteren Science-Fiction-Film, abermals eine Regiearbeit Nolans.